# Никольское (Слободзейский район)
Нико́льское — село в Слободзейском районе непризнанной Приднестровской Молдавской Республики. Вместе с сёлами Владимировка и Константиновка входит в состав Владимирского сельсовета.